# Pholidota sulcata
Pholidota sulcata är en orkidéart som beskrevs av Johannes Jacobus Smith. Pholidota sulcata ingår i släktet Pholidota och familjen orkidéer. Inga underarter finns listade i Catalogue of Life.